# Kecamatan Pasarwajo
Kecamatan Pasarwajo är ett distrikt i Indonesien.   Det ligger i provinsen Sulawesi Tenggara, i den centrala delen av landet, 1 800 km öster om huvudstaden Jakarta. Kecamatan Pasarwajo ligger på ön Pulau Buton.